# Francesco Zirano
Francesco Zirano (Sassari, 1564 – Algeri, 25 gennaio 1603) è stato un religioso italiano, nonché frate francescano conventuale e martire.

## Biografia

### Infanzia e ordinazione
Francesco Zirano nacque a Sassari attorno all'anno 1564 in una famiglia contadina. Si trovò presto orfano di padre. La famiglia era devota ai protomartiri Gavino, Proto e Gianuario e da Sassari due volte all'anno era usanza partire in pellegrinaggio al santuario di Porto Torres. Ricevette un'istruzione di base dai frati di Santa Maria di Betlem e, devoto alla Madonna, già a quindici anni seguiva le regole del convento e a ventidue nel 1586 fu ordinato sacerdote dall'arcivescovo Alfonso de Lorca, alla presenza del cugino Francesco Serra, figlio di una sorella della madre, che da poco aveva vestito l'abito.

### Attività sacerdotale
Svolse normali incarichi sacerdotali. Nel 1590 suo cugino Francesco Serra fu rapito da corsari turchi e condotto ad Algeri. Per otto anni pregò per lui e decise infine di andarlo a liberare pagando il riscatto, avvalendosi dei Mercedari. Fu autorizzato il 19 marzo 1599 da papa Clemente VIII per la durata di un triennio. Raccolse denaro in giro per la Sardegna, impegnandosi anche per altri schiavi catturati; infine partì nella primavera del 1602. Fece tappa in Spagna dove il re Filippo III gli affiancò fra Matteo de Aguirre, che in segreto e ad insaputa di Francesco Zirano aveva una missione politica segreta a favore del regno di Kuku (centro della Cabilia, scritto anche Koukou) contro Algeri.

### L'attività in Algeria
Giunto a Cuco, ne partì il 18 agosto travestito da mercante e con un interprete, arrivando ad Algeri il 21.
La situazione politica con la Spagna era tesa e un bando limitava la libertà dei cristiani, inoltre vi fu l'arresto di un rinnegato proveniente da Cuco che portava alcune lettere di fra Matteo a padre Zirano e ad altri cristiani, che riportavano la rinuncia a occuparsi del riscatto degli schiavi; padre Zirano restò prudentemente lontano dalla città. Tornò a Cuco portando con sé quattro cristiani liberati nei dintorni di Algeri e, impossibilitato ad agire, divenne aiutante di fra Matteo. Il cugino rimaneva in carcere, dove aveva tra l'altro imparato l'arabo.
Quando il re di Cuco conseguì una vittoria ritenne opportuno comunicarlo al re di Spagna suo alleato e proprio padre Zirano fu incaricato di portare la lettera, ma fu catturato, forse a seguito di una manovra premeditata di tradimento. Francesco fu spogliato, percosso, incatenato e condotto ad Algeri il 6 gennaio 1603; in carcere trovò altri cristiani. Padre Zirano era stato scambiato per fra Matteo de Aguirre; venne isolato e fu stabilito un enorme riscatto. Finalmente rivide il cugino Francesco Serra che purtroppo dovette comunicargli la condanna a morte. Padre Zirano chiese un confessore ma non fu accontentato. Si tentò il suo invio a Istanbul, capitale dell'Impero turco da cui dipendeva anche Algeri, cogliendo l'occasione della partenza di una nave inglese, per rassicurare i turchi, attraverso la consegna del prigioniero, che la guerra contro il re di Cuco non ne aveva intaccato il potere politico. Il tentativo fallì a causa del consistente riscatto richiesto.

### La condanna a morte e l'esecuzione
Il 24 gennaio venne radunato il Gran Consiglio della città per decidere senza interrogatorio la condanna, nonostante si fosse reso conto dello scambio di persona, e giunse senza successo a proporre a padre Zirano l'abiura. Un banditore proclamò per le vie della città che il condannato aveva "rubato" quattro schiavi ed era "una spia". L'esecuzione venne eseguita il 25 gennaio 1603. Vestito con una tunica e con una catena al collo, attraversò l'affollata strada centrale di Algeri tra urla e insulti, mentre pregava ad alta voce recitando il canto biblico dei tre fanciulli. Fu scorticato vivo e tuttavia come Gesù Cristo crocefisso invocò perdono per i carnefici con le parole "Padre, perdonali!". Dopo la morte la pelle, imbottita di paglia, fu esposta presso una porta della città, la porta di Babason.

## La raccolta delle reliquie e la sepoltura
I cristiani si appropriarono di alcuni lembi della pelle del martire, custodendoli. Alcuni giunsero in Italia; in Sicilia venne portata una mano e la pelle di un braccio, tuttavia di queste reliquie si persero successivamente le tracce.
Il cugino Francesco Serra, trovata la libertà, riscattò a sua volta alcuni schiavi cristiani, e riuscì in seguito anche a dare al corpo straziato una sepoltura. La fede di padre Zirano suscitò un'ammirazione commossa e la fama del suo martirio è stata tramandata.

## La beatificazione
La fama del martirio fu subito evidente al frate osservante Antonio Daça, il quale nel 1606 a Valladolid raccolse la deposizione dei due testimoni oculari cristiani, Giovanni Andrea di Cagliari e l'ex schiavo spagnolo Joan Ramirez; successivamente la pubblicò.
Nel 1731 sia i frati minori conventuali sia i frati osservanti, controversamente convinti dell'appartenenza di padre Zirano alla propria famiglia francescana, richiesero alla Congregazione dei Riti di aprire un processo canonico di beatificazione; i due ordini vennero invitati ad accordarsi e a risolvere la controversia. La situazione rimase bloccata; storici di quel secolo e del successivo conclusero a favore dei conventuali, che tuttavia furono ostacolati nel riprendere l'iniziativa in quanto la loro sopravvivenza come ordine era minacciata da diffuse politiche avverse al clero regolare.
Nel 1926 il postulatore generale padre Giuseppe Vicari richiese al ministro provinciale della Sardegna una documentazione il più possibile completa su tutta la questione e il frate Costantino Devilla fu incaricato della ricerca storica.
Dopo la seconda guerra mondiale il frate Antonio Ricciardi, nuovo postulatore, tentò di introdurre la causa presso la Congregazione dei Riti, ma il relatore della sezione storica gli consigliò la ricerca di ulteriore documentazione.
Nel 1977 padre Umberto Zucca, storico dei conventuali sardi, avviò un lavoro di ricerca tra archivi vaticani, italiani e spagnoli (soprattutto a Simancas, Madrid, Palma di Maiorca e Barcellona) che in otto anni gli consentì la raccolta di una documentazione esauriente e inoppugnabile: nel corso di tale lavoro furono scoperte altre sette relazioni sul martirio oltre alle due già note, il numero di segnalazioni di storici e agiografi sulla fama del martirio lungo i secoli giunse a centotrenta e alla più antica raffigurazione già nota del martirio risalente solo al 1924, olio su tela di Vincenzo Carotti presso Santa Maria di Betlem a Sassari, se ne aggiunsero altre a partire da quella più antica del 1646 a Taurano in Campania (le altre sono a Falerone nelle Marche, a Venezia, a Cagliari, a Vienna e a Monaco di Baviera).
Già il 18 maggio 1984 c'era una documentazione sufficiente che diede luogo da parte della Congregazione dei Riti all'approvazione dell'istruzione della causa di beatificazione, mantenendo tuttavia un certo riserbo. Il 25 novembre dello stesso anno l'arcivescovo di Sassari Salvatore Isgrò istituì la commissione diocesana per l'esame della documentazione raccolta e il 15 agosto 1990 autorizzò con decreto l'inchiesta diocesana sull'asserito martirio, aprendo così il processo diocesano, e il successivo 22 settembre nella chiesa di Santa Maria di Betlem presiedette la prima sessione pubblica. La fase sassarese della causa durò dal 1985 alla chiusura del processo diocesano l'8 settembre 1991.
Postulatore è stato padre Ambrogio Sanna e vicepostulatore è stato padre Umberto Zucca; essi tra il 1993 e il 1996 misero assieme ufficialmente la vasta documentazione, e in seguito la ampliarono ulteriormente, e infine il 2 ottobre 2001 venne presentata la Positio super martyrio, risultato della ricerca complessiva su vita e martirio di padre Zirano.
La fase romana della causa durò dal 2002 al 2014. La documentazione presentata fu approvata il 4 marzo 2003 dal congresso dei consultori storici e il 16 maggio 2013 dai consultori teologici. Nella sessione ordinaria del 4 febbraio 2014, presieduta dal cardinale Angelo Amato, cardinali e vescovi considerarono vero martirio la morte di padre Zirano e il 7 febbraio papa Francesco fu informato sulle conclusioni della Congregazione per le Cause dei Santi. Il papa riconobbe lo stesso giorno il martirio e autorizzò la beatificazione; firmò la relativa lettera apostolica il 4 ottobre.
La beatificazione è avvenuta a Sassari il 12 ottobre 2014, celebrata dal cardinale Angelo Amato delegato pontificio, prefetto della Congregazione per le Cause dei Santi. Hanno partecipato l'arcivescovo di Sassari padre Paolo Atzei e l'arcivescovo di Algeri monsignor Ghaleb Moussa Abdalla Bader. La memoria liturgica è stata inizialmente stabilita per il 25 gennaio nell'arcidiocesi di Sassari e nelle chiese sarde; il 10 dicembre 2014, su istanza del procuratore generale dell'Ordine dei Frati Minori conventuali, appoggiata dall'arcivescovo di Sassari Paolo Atzei, la Congregazione per il culto divino e la disciplina dei sacramenti ha emanato un Decreto per celebrare la memoria del beato il 29 gennaio, tenuto conto che il 25 gennaio si celebra la Conversione di Paolo e la conclusione dell'Ottavario di preghiera per l'unità dei cristiani; il beato sarà comunque ricordato a Santa Maria di Betlem anche in tale data. Padre Zirano sarà proposto come patrono e protettore delle persone rapite, schiavizzate e degli immigrati che attraversano deserti e mari in cerca di libertà. È il sesto beato nella storia della Chiesa sarda (quarto tra i conventuali) e la sua è stata la seconda beatificazione effettuata in Sardegna dopo quella di suor Giuseppina Nicoli nel 2008 a Cagliari.

## Riconoscimenti
A Sassari gli è dedicata la via che parte dalla scalinata della piazza della chiesa di Santa Maria di Betlem, dove il frate operò, e che va in direzione della strada provinciale per Ittiri (tale strada è provvisoriamente utilizzata come stazione degli autobus che collegano Sassari con altri centri della Sardegna). All'inizio di questa via in occasione della beatificazione è stata collocata una statua del beato mentre subisce il martirio (realizzata in trachite di Ittiri dallo scultore Stefano Chessa), la quale ha subito nella settimana successiva pesanti atti vandalici ed è stata rimossa. Dopo un restauro, è ora visibile nei giardini esterni della Chiesa di Santa Maria di Betlem.

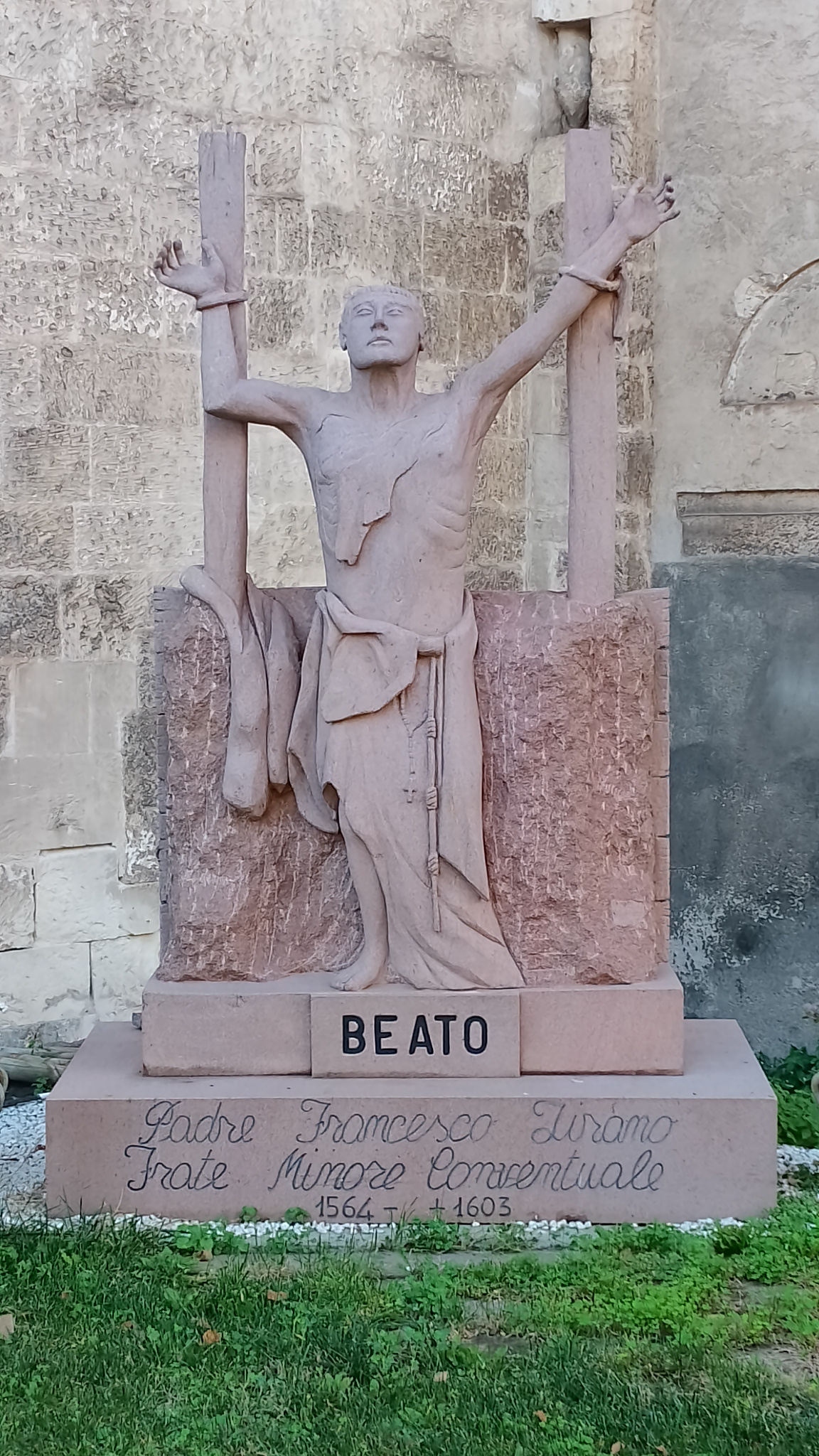
Statua in trachite presso Santa Maria di Betlem